# Ocean Mushure
Ocean Mushure (ur. 1 lipca 1985 w Harare) – zimbabwejski piłkarz grający na pozycji lewego obrońcy. Od 2019 jest zawodnikiem klubu Lusaka Dynamos.

## Kariera klubowa
Swoją karierę piłkarską Mushure rozpoczął w klubie Monomotapa United FC. W sezonie 2009 zadebiutował w jego barwach w pierwszej lidze zimbabwejskiej. W 2011 roku przeszedł do Motor Action FC, a następnie do Dynamos FC. Wywalczył z nim cztery mistrzostwa Zimbabwe w sezonach 2011, 2012, 2013 i 2014, dwa wicemistrzostwa w sezonach 2015 i 2017 oraz zdobył dwa Puchary Zimbabwe w latach 2011 i 2012. W 2019 przeszedł do zambijskiego Lusaka Dynamos. W sezonie 2020/2021 sięgnął z nim po Puchar Zambii.

## Kariera reprezentacyjna
W reprezentacji Zimbabwe Mushure zadebiutował 6 lutego 2013 w wygranym 2:1 towarzyskim meczu z Botswaną, rozegranym w Harare. Od 2013 do 2017 wystąpił w kadrze narodowej 19 razy i strzelił 4 gole.